# Piedras Anchas, Michoacán de Ocampo
Piedras Anchas är en ort i Mexiko.   Den ligger i kommunen Puruándiro och delstaten Michoacán de Ocampo, i den centrala delen av landet, 250 km väster om huvudstaden Mexico City. Piedras Anchas ligger 2 145 meter över havet och antalet invånare är 382.
Terrängen runt Piedras Anchas är huvudsakligen kuperad. Piedras Anchas ligger uppe på en höjd. Runt Piedras Anchas är det ganska tätbefolkat, med 108 invånare per kvadratkilometer. Närmaste större samhälle är Cerano, 16,8 km söder om Piedras Anchas. I omgivningarna runt Piedras Anchas växer huvudsakligen savannskog.